# Dichagyris caerulescens
Dichagyris caerulescens là một loài bướm đêm trong họ Noctuidae.